# Jenny Hasselquist

Hasselquist ballant el 1915

Jenny Matilda Elisabet Hasselquist, també pronunciat Hasselqvist (31 de juliol de 1894 - 8 de juny de 1978), va ser una prima ballarina sueca, actriu de cinema i professora de ballet.

## Biografia
Jenny Matilda Elisabet Hasselquist va néixer a Estocolm el 31 de juliol de 1894, filla de Johannes Johansson Hasselquist i Sofia Katarina Hasselquist. Va tenir dos germans grans, Wilhelm (1887–1959) i Gerhard (1889–1950).
Va assistir a l'escola de ballet de l'Òpera Reial Sueca des de 1906 i va actuar amb el Ballet Reial Suec des de 1910. El 1913, Michel Fokine es va adonar dels seus talents i es va assegurar que obtingués papers en solitari a La Sylphide i Cleòpatra. Es va convertir en prima ballarina al Royal Ballet el 1915.
El 1920, Hasselquist va protagonitzar els Ballets suédois de Rolf de Maré a París. Ballarina talentosa, tenia un gust per a l'idioma modern. No obstant això, va deixar de Maré després de només una temporada, aparentment insatisfeta amb el seu potencial allà. Va continuar interpretant papers principals en moltes pel·lícules mudes sueques i alemanyes, com ara Johan (1921), Vem dömer (1922), Eld ombord (1923), i Brennende Grenze (1927). També va aparèixer com a ballarina convidada a molts dels principals teatres d'Europa, com ara el Colisseum de Londres, el Théâtre des Champs-Élysées de París i el Deutsches Theatre a Berlín.
Tenia la seva pròpia escola a Estocolm, i des de mitjans de la dècada de 1930, va ensenyar a l'escola de ballet de l'Òpera d'Estocolm. Va morir el 8 de juny de 1978 a Täby, Suècia.

## Filmografia
- 1916 – Balettprimadonnan
- 1920 – Sumurun
- 1921 – De landsflyktige
- 1921 – Johan
- 1922 – Vem dömer
- 1923 – Friaren från landsvägen
- 1923 – Mutter, dein Kind ruft! Das brennende Geheimnis
- 1923 – Eld ombord
- 1924 – Gösta Berlings saga
- 1924 – Die Perücke
- 1925 – Ingmarsarvet
- 1925 – Kraft och skönhet
- 1926 – Das Mädchen ohne Heimat
- 1926 – Die Horde
- 1926 – Brennende Grenze
- 1926 – Till Österland
- 1926 – Min fru har en fästman
- 1927 – Schuldig
- 1928 – Stormens barn
- 1929 – Säg det i toner
- 1930 – Den farliga leken

## Teatre
| Any  | Paper            | Producció                       | Director                | Teatre         |
| ---- | ---------------- | ------------------------------- | ----------------------- | -------------- |
| 1931 | Simone de Latour | Madame ordnar allt M. Aubergson | Harry Roeck-Hansen      | Blancheteatern |
| 1931 | Guimard          | Mozart Sacha Guitry             | Ragnar Hyltén-Cavallius | Oscarsteatern  |